# Grewia ossea
Grewia ossea är en malvaväxtart som först beskrevs av Karl Ewald Maximilian Burret, och fick sitt nu gällande namn av Otto Stapf och Peter Shaw Ashton. Grewia ossea ingår i släktet Grewia och familjen malvaväxter. Inga underarter finns listade i Catalogue of Life.